# Yacouba Diarra
Yacouba Diarra (Bamako, 30 novembre 1988) è un ex calciatore maliano, di ruolo attaccante.

## Carriera

### Club
Dopo aver giocato con varie squadre di club, nel 2010 si trasferisce all'Étoile du Sahel.

### Nazionale
Nel 2009 debutta con la Nazionale maliana.